# Dracula 4: L'ombra del drago
Dracula 4: L'ombra del drago (Dracula 4: The Shadow of the Dragon) è un'avventura grafica sviluppata nel 2013 da Koalabs Studio, seguito di Dracula 3: Il sentiero del drago.